# لوکاس لوبوس
لوکاس لوبوس (انگلیسی: Lucas Lobos؛ زادهٔ ۳ اوت ۱۹۸۱) بازیکن فوتبال اهل آرژانتین است.
از باشگاه‌هایی که در آن بازی کرده‌است می‌توان به باشگاه فوتبال تیگرس اونال، باشگاه فوتبال جیمناسیا لاپلاتا، و باشگاه فوتبال کادیس اشاره کرد.